# Розворяни
Розворяни — село в Україні, в Львівському районі Львівської області. Населення становить 414 осіб. Орган місцевого самоврядування — Глинянська міська рада.

## Назва
За роки радянської влади село в документах називали «Розваряни». 1989 р. селу надали сучасну назву.
Назву села старожили пояснюють так: колись проїжджав полями козак і по дорозі йому поламалася розвора (жердина, якою подовжують віз). Почав козак ремонтувати віз і назвав цю місцевість «розворяни». Пізніше тут поселилися люди і назвали так село. Інші пояснюють, що проїжджала полями багата княгиня і там, де знаходиться село, їм поламалася розвора, і так нарекли цю місцевість «розворяни». Але скільки б пояснень не було, всі вони зводяться до одного: назва села походить від слова «розвора».

## Географія та топоніміка
Село Розворяни розташоване в природному районі Пасмове Побужжя. Це особливий регіон Малого Полісся, що складається з шести пасом, які паралельно тягнуться один до одного з заходу (від Розточчя) на схід на 40-50 км. Розворяни знаходяться на п'ятому (з півночі) пасмі, що носить назву в науковій літературі — Винниківське. Найвища точка села знаходиться на південний захід від нього (в центральній частині пасма) і має висоту понад 260 м над рівнем моря. Найнижча ділянка Розворян знаходиться в долині Тимковецького потоку, при виході його за територію села, з висотою приблизно 226 м.
Село Розворяни знаходиться поблизу крайової зони Гологір. Це місце — поєднання височини північного Подільського уступу і рівнини Малого Полісся. Поверхня — рівнинна з поодинокими невисокими підвищеннями рельєфу на півдні та південному заході.
У селі є ставок (так звані Торфовиська) і маленька річка. Жителі села називають цю річку Дулибівка. Офіційна ж назва річки —  Тимковецький потік. Довжина Тимковецького потоку 28 км, площа басейну 165 км². Річище у верхній течії слабозвивисте, в середній та нижній течії помірно звивисте, місцями випрямлене. Витоки розташовані на південь від села Ганачівки, між лісистими пагорбами Гологорів. Річка тече в межах Надбужанської котловини спочатку переважно на північ, потім — на схід. Впадає до Перегноївки в місті Глиняни (в межах міста річка тече на північ та північний захід), далі — у Полтву, притоку Західного Бугу. Притоки Тимковецького потоку: Млинівка Лісна (права); Гострий (ліва); меліоративні канали.
Народну назву річки пояснюють по-різному. Одні старожили кажуть, що колись давно проживав у селі багатий чоловік на прізвище Дулиба. Через його поле протікала річка і її назвали — від прізвища цього чоловіка. Інші пояснюють від слова «долина». Річка тече у зниженій частині рельєфу, утворюючи річкову долину. Долина — долиба — дулибівка.
У селі збереглися старі назви вулиць «Озеро» та «За озером» — місцевість, де колись було озеро. Зараз його немає. Гай, За гайком — раніше там був гай, а потім люди побудували на цьому місці свої житла. Кут — будівництво цієї вулиці велося так, що утворює кут із центральною вулицею села. Бамбуцівка — назва цієї вулиці має багато різноманітних пояснень. Найімовірніше, що назва походить від прізвиська жителя села, який вперше на цьому полі збудував свою хату.
Назви лісів походять в основному від порід дерев: Липина, Березина, Соснина, Ялина. Дуже давні назви лісових масивів Варецькі та Дібрівки. Назва гайку «Дібрівки» походить від слова діброва. Назва «Ліси Варецькі» походить від прізвища жителя, якому належала колись ця частина лісу.

## Історія
Ходко Лойович з Вижняни, гербу Корчак, у березні 1382 р. за 15 злотий срібла купив село Розвожани (пол. Rozworzany) у Клішека Ягольниковича.
Крохмальний Григорій, що народився в Розворянах в 1899 р. був стрільцем в Українській галицькій армії, пізніше проживав в селі Полтва.
У 1921 році в селі було 161 господарство, 784 жителі, з них 649 українців, 103 поляки та 28 євреїв. 1931 року — 176 господарств, 930 жителів.
До, під час та після Другої світової війни в селі активно діяла ОУН. Найбільш відомими учасниками були: Михайло Сеник – замордований органами НКВД у 1941 році в Золочівській в’язниці, дяк Микола Кондрат, уродженець села Вербів на Бережанщині – загинув у 1944 році, член Глинянського районного проводу ОУН Василь Коваль – загинув у 1945 році. Останнім підпільником ОУН був Іван Філь котрий загинув у середині 1950-х років.
При підозрі у допомозі, співчуванню повстанцям чи ворожому ставленню до радянської влади в перші після воєнні роки було репресовано, вислано до таборів на Сибір мешканців села:
1. БАГРІЙ Андрій Олексійович, 1905, с. Розворяни, українець, освіта початкова, селянин. 11.10.1944 заарештований Глинянським РВ НКВС за антирадянську діяльність (ст. 54‑1а,54-11 КК УРСР). 19.05.1945 етапований у Воркутинський ВТТ, Комі АРСР, для продовження слідства. Звільнений 5.09.1946 з табору і направлений на спецпоселення. Реабіліт. ЗУ від 17.04.1991. АУСБУЛО, П-6651
2. БЕКЕРСЬКА Катерина Іванівна, 1907, с. Розворяни, українка, освіта початкова, селянка. 21.10.1947 виселена як член сім’ї учасника підпілля УПА у Кемеровську обл. Звільнена 25.04.1956. Реабіліт. ЗУ від 17.04.1991.АГУМВСУЛО, Р-13521.
3. БЕКЕРСЬКА Марія Іванівна, 1940, с. Розворяни, українка, учениця. 23.10.1948 виселена як член сім’ї учасника підпілля УПА у Кемеровську обл. Звільнена 30.01.1956. Реабіліт. ЗУ від 17.04.1991. АГУМВСУЛО, Р-13521.
4. БЕКЕРСЬКА Ольга Іванівна, 1945, с. Розворяни, українка. 21.10.1947 виселена як член сім’ї учасника підпілля УПА у Кемеровську обл. Звільнена 25.04.1956. Реабіліт. ЗУ від 17.04.1991.АГУМВСУЛО, Р-13521.
5. БЕКЕРСЬКА Ольга Яківна, 1924, с. Розворяни, українка, освіта початкова, селянка. Учасник підпілля УПА, зв’язкова. У жовтні 1944 р. заарештована Глинянським РВ НКВС (ст. 54-1а, 54-11 КК УРСР). 21.05.1945 етапована у Воркутинський ВТТ, Комі АРСР, для продовження слідства. Звільнена 5.09.1946 за відсутністю доказів. Реабіліт. ЗУ від 17.04.1991. АУСБУЛО, П-6651.
6. БЕКЕРСЬКИЙ Іван Якович, 1913, с. Розворяни, українець, освіта початкова, селянин. 23.10.1948 виселений як член сім’ї учасника підпілля УПА у Кемеровську обл. Звільнений 30.01.1956. Реабіліт. ЗУ від 17.04.1991.АГУМВСУЛО, Р-13521.
7. ГЛАДИШ Василь Петрович, 1907, с. Розворяни, українець, освіта початкова, селянин. Учасник підпілля УПА. У жовтні 1944 р. заарештований Глинянським РВ НКВС (ст. 54‑1а, 54-11 КК УРСР). 21.05.1945 етапований у спецтабір НКВС, м. Воркута, Комі АРСР, для фільтрації. Звільнений. Реабіліт. ЗУ від 17.04.1991. АУСБУЛО, П-6651.
8. ГЛАДИШ Григорій Якович, 1922, с. Розворяни, українець, освіта початкова, селянин. Учасник підпілля УПА (псевдо «Скорий»). 14.02.1946 заарештований ВКР «Смерш» 48-го СК (ст. 54-1а КК УРСР). 22.03.1946 ВТ військ НКВС засуджений на 10 р. ВТТ з обмеженням у правах на 3 р.; Піщаний ВТТ, с. Долинське, Казахська РСР. Звільнений 22.10.1954 з табору і залишений на спецпоселення. Звільнений 20.04.1956. Реабіліт. Львів. обл. прок. 27.01.1992. АУСБУЛО, П-22163.
9. ГЛУЩАК Стефанія Іванівна, 1922, с. Розворяни, українка, освіта початкова, селянка. 3.02.1946 заарештована Глинянським РВ НКДБ за співпрацю з ОУН і УПА (ст. 20, 54-1а; 54-11 КК УРСР). 12.06.1946 ОН при МДБ засуджена на 10 р. ВТТ з обмеженням у правах на 3 р.; Північно-Східний ВТТ, Магаданська обл. Звільнена 19.01.1955 з табору і направлена на спецпоселення. Реабіліт. Львів. обл. прок. 8.10.1992. АУСБУЛО, П-26673.
10. ДЕНЕГА Михайло Іванович, 1924, с. Розворяни, українець, освіта початкова, селянин. 24.10.1944 заарештований Глинянським РВ НКВС за співпрацю з ОУН і УПА (ст. 20, 54-1а; 54-11 КК УРСР). Звільнений 8.03.1947 за відсутністю доказів. Реабіліт. ЗУ від 17.04.1991. АУСБУЛО, П-6482.
11. КІНАШ Михайло Іванович, 1924, с. Розворяни, українець, неписьменний, селянин. Учасник підпілля УПА (псевдо «Бурий»).3.01.1945 заарештований Бродівським РВ НКВС (ст. 54-1а, 54-11 КК УРСР). 21.06.1945 етапований у Воркутинський ВТТ, Комі АРСР, для продовження слідства. 28.02.1946 ВТ військ НКВС при комбінаті «Воркутвугілля» засуджений на 6 р. примусових робіт у Печорському вугільному басейні, Комі АРСР. Реабіліт. Львів. обл. прок. 16.08.1991. АУСБУЛО, П-21126.
12. НАКОНЕЧНА Ганна Фабіанівна, 1884, с. Розворяни, українка, неписьменна, селянка. 15.11.1944 виселена як член сім’ї учасника підпілля УПА у Черемховський р-н, Іркутська обл. Померла 1.02.1949. Реабіліт. ЗУ від 17.04.1991. АГУМВСУЛО, Р-31613.
13. ПАСТЕРНАК Гнат Олексійович, 1915, с. Розворяни, українець, освіта початкова, селянин. Учасник підпілля УПА (псевдо «Чайка»). У жовтні 1944 р. заарештований Глинянським РВ НКВС (ст. 54-1а, 54-11 КК УРСР). 21.05.1945 етапований у Воркутинський ВТТ, Комі АРСР, для продовження слідства. Звільнений 5.09.1946. Реабіліт. ЗУ від 17.04.1991. АУСБУЛО, П-6651.
14. ПАСТЕРНАК Михайло Васильович, 1877, с. Розворяни, українець, неписьменний, селянин. 25.08.1944 заарештований УНКВС у Львівській обл. за співпрацю з ОУН і УПА (ст. 20, 54-1а; 54-11 КК УРСР). 27.04.1946 ОН при МДБ засуджений на 5 р. ВТТ з обмеженням у правах на 5 р. (ст. 54-12 КК УРСР). Даних про подальшу долю нема. Реабіліт. Львів. обл. прок. 21.11.1994. АУСБУЛО, П-34308.
15. ПРОЦИШИН Василь Тимофійович, 1920, с. Розворяни, українець, освіта початкова, селянин. Учасник підпілля УПА. У жовтні 1944 р. заарештований Глинянським РВ НКВС (ст. 54-1а, 54-11 КК УРСР). 21.05.1945 етапований у Воркутинський ВТТ, Комі АРСР, для продовження слідства. Звільнений 5.09.1946 з табору і направлений на спецпоселення. Реабіліт. ЗУ від 17.04.1991. АУСБУЛО, П-6651.
16. СЕНИК Ганна Миколаївна, 1945, с. Розворяни, українка. 21.10.1947 виселена як член сім’ї учасника підпілля УПА у м. Кисельовськ, Кемеровська обл. Звільнена у 1959 р. Реабіліт. ЗУ від 17.04.1991. АГУМВСУЛО, Р-24131.
17. СЕНИК Дмитро Іванович, 1929, с. Розворяни, українець, освіта початкова, селянин. 21.10.1947 виселений як член сім’ї учасника підпілля УПА у м. Кисельовськ, Кемеровська обл. Звільнений 16.01.1960. Реабіліт. ЗУ від 17.04.1991. АГУМВСУЛО, Р-24131.
18. СЕНИК Іван Якович, 1925, с. Розворяни, українець, освіта початкова, селянин. Учасник підпілля УПА (псевдо «Сокира»). У жовтні 1944 р. заарештований Глинянським РВ НКВС (ст. 54-1а, 54-11 КК УРСР). 21.05.1945 етапований у Воркутинсько-Печорський ВТТ, Комі АРСР, для продовження слідства. Звільнений 5.09.1946 за відсутністю доказів. Реабіліт. ЗУ від 17.04.1991. АУСБУЛО, П-6651.
19. СЕНИК Михайло Якович, 1895, с. Розворяни, українець, освіта початкова, селянин. 4.02.1941 заарештований Глинянським РВ НКВС за контрреволюційну діяльність (ст. 54-10, 54-11, 54-13 КК УРСР). Розстріляний 26.06.1941 як ворог народу. Реабіліт. Львів. обл. прок. 13.12.1994. АУСБУЛО, П-34463.
20. СЕНИК Петро Антонович, 1905, с. Розворяни, українець, неписьменний, селянин. 25.04.1946 заарештований Глинянським РВ МДБ за співпрацю з ОУН і УПА (ст. 20, 54-1а; 54-11 КК УРСР). 12.06.1946 ОН при МДБ засуджений на 10 р. ВТТ з обмеженням у правах на 5 р.; Кузбаський ВТТ, Кемеровська обл. Помер 27.01.1948 у таборі. Реабіліт. Львів. обл. прок. 12.01.1995. АУСБУЛО, П-34719.
21. СЕНИК Прокіп Йосипович, 1907, с. Розворяни, українець, освіта початкова, селянин. Учасник підпілля УПА. У жовтні 1944 р. заарештований Глинянським РВ НКВС (ст. 54‑1а, 54-11 КК УРСР). 21.05.1945 етапованийу Воркутинський ВТТ, Комі АРСР, для продовження слідства. Звільнений 5.09.1946. Реабіліт. ЗУ від 17.04.1991. АУСБУЛО, П-6651.
22. СЕНИК Стефанія Іванівна, 1927, с. Розворяни, українка, освіта початкова, селянка. 21.10.1947 виселена як член сім’ї учасника підпілля УПА у м.Кисельовськ,Кемеровська обл. Звільнена 6.08.1959. Реабіліт. ЗУ від 17.04.1991.АГУМВСУЛО, Р-24131.
23. ФІЛЬ Богдана Данилівна, 1937, с. Розворяни, українка, учениця. 23.10.1948 виселена як член сім’ї учасника підпілля УПА у Кемеровську обл. Померла у червні 1953 р. Реабіліт. ЗУ від 17.04.1991. АГУМВСУЛО, Р-13521.
24. ФІЛЬ Ганна Данилівна, 1932, с. Розворяни, українка, освіта початкова. 21.10.1947 виселена як член сім’ї учасника підпілля УПА у Кемеровську обл. Померла 10.12.1952. Реабіліт. ЗУ від 17.04.1991. АГУМВСУЛО, Р-13521.[7]

## Населення

### Мова
Розподіл населення за рідною мовою за даними перепису 2001 року:
| Мова       | Кількість | Відсоток |
| ---------- | --------- | -------- |
| українська | 413       | 99.76%   |
| російська  | 1         | 0.24%    |
| Усього     | 414       | 100%     |

## Транспорт
До села можна дістатися трьома маршрутами 155, 166, 181 сполучення Львів-Глиняни яке обслуговує ФОП «Бандровська М. Г.».

## Соціальна сфера
В селі є церква Святого Пророка Іллі (ПЦУ), а також бібліотека-філія, Народний дім, магазин та кіоск.

## Спорт
У селі є футбольна команда «Старт», яка заявила про своє існування в 2013 р. В перший рік зайняли перше місце в 2 лізі Чемпіонату Золочівщини, і вийшли в першу лігу, де зараз і грають.